# TM NETWORK TOUR'87 FANKS ! BANG THE GONG
TM NETWORK TOUR '87 FANKS! BANG THE GONG（ティーエム・ネットワーク・ツアー '87 ファンクス！バン・ザ・ゴング）は、日本の音楽ユニットTM NETWORKが1987年3月10日から5月20日までに行ったツアー。24都市28公演が行われた。

## 公演日程・場所
すべて1987年。
- 3月10日：新潟市音楽文化会館
- 3月12日：富山県教育文化会館
- 3月13日：金沢市文化ホール
- 3月20日：大阪厚生年金会館
- 3月23日：函館市民会館
- 3月26日：北海道厚生年金会館
- 3月27日：旭川市公会堂
- 4月1日：大阪厚生年金会館
- 4月4日：立川市市民会館
- 4月8日：静岡市民文化会館
- 4月10日：浦和市文化センター
- 4月12日：郡山市民文化センター
- 4月13日：宮城県民会館
- 4月14日：山形県民会館
- 4月16日：秋田市文化会館
- 4月17日：岩手県民会館
- 4月18日：青森市文化会館
- 4月21日：鹿児島市民文化ホール 第2ホール
- 4月23日：熊本市民会館
- 4月24日：福岡市民会館
- 4月27日：中野サンプラザ
- 4月28日：中野サンプラザ
- 5月1日：愛知県文化会館
- 5月2日：広島郵便貯金会館